# Ciudad Constitución (Baja California Sur)
Ciudad Constitución es una ciudad mexicana, en el estado de Baja California Sur, ubicada en el corazón del valle agrícola de Santo Domingo. Además del acceso por carretera, la ciudad cuenta con el Aeropuerto Nacional de Ciudad Constitución operado por el gobierno municipal de Comondú. 
A partir de 2020, la ciudad tenía una población total de 43 805, siendo la cuarta comunidad más grande del estado —por detrás de La Paz, Cabo San Lucas y San José del Cabo—. Ciudad Constitución es una pequeña ciudad que sirve de puerta de entrada a la bahía de Magdalena. También está cerca del campo Baja 1000.
Esta ciudad se localiza a 148.6 km al suroeste de Loreto y a 211 km al norte de La Paz y a 59.7 km al este del Puerto San Carlos.

## Historia
Ciudad Constitución surge con la colonización del Valle de Santo Domingo en 1949, promovida a iniciativa del General de División Agustín Olachea Avilés, Gobernador de Baja California Sur (1946-1956), conforme al decreto de colonización emitido por el Presidente Miguel Alemán Valdés, publicado en el Diario Oficial de la Federación el 24 de diciembre de 1949; en lo que era un rancho llamado El Crucero, asentado en un cruce de caminos. Alrededor de éste, poco a poco se fueron asentando familias, hasta convertirse en el eje del comercio y paso obligado de los colonos del valle. Merced a esta circunstancia y a la prosperidad agrícola se formó la ciudad, que por muchos años la gente siguió llamando El Crucero. 
En un principio el General Olachea, preocupado por el desarrollo de su patria chica, emprendió una intensa campaña de promoción en diversos Estados de la República, para poblar y desarrollar agrícolamente el Valle de Santo Domingo, motivo por el cual llegaron al hoy municipio de Comondú y a su cabecera, primero llamada El Crucero, luego Villa Constitución y hoy Ciudad Constitución, esforzados pioneros provenientes de diferentes partes del país, quienes siempre contaron con el apoyo franco y decidido del general Olachea para desarrollar esa zona entonces prácticamente despoblada del país. 
Por eso, la principal avenida de Ciudad Constitución, lleva el nombre de "Boulevard Gral. Agustín Olachea Avilés", donde se ubica un monumento con estatua erigido en honor del ameritado militar sudcaliforniano (quien además fue Gobernador de Baja California Sur, Presidente del CEN del PRI y Secretario de la Defensa Nacional) donde se le reconoce como forjador del valle agrícola de Santo Domingo.

## Geografía
Es la cuarta ciudad más poblada del Estado.[cita requerida] Ciudad Constitución es la cabecera del municipio de Comondú. Llama la atención porque aquí se refleja el esfuerzo de los mexicanos, que a base de pozos profundos para riego, logran arrancarle al desierto excelentes cosechas de trigo, garbanzo, algodón y cítricos, entre otros. El municipio colinda por el oeste con el océano Pacífico. En sus litorales se localiza la bahía de Magdalena. 
San Carlos, el gran puerto de altura de Comondú, es un sitio de gran belleza natural y excelente clima. Recibe la visita anual de la ballena gris, y cientos de turistas de todo el mundo llegan a observar este singular espectáculo. Las islas de Margarita y Magdalena, con sus blancas dunas, donde se aprecian de manera simultánea el mar interior de las bahías de Magdalena y Santa María abierta al océano; la Isla de los Patos con sus colonias residentes y migratorias; sus esteros y manglares, y el trajín de barcos y cruceros en el puerto. San Carlos es una excelente opción para hacer turismo ecológico, ofrece una buena variedad de servicios turísticos: hoteles, restaurantes, bares y recorridos guiados. 
Puerto Adolfo López Mateos, en la parte norte de la bahía de Magdalena tiene una costa preciosa, con largos esteros rodeados de manglares, hábitat de miles de aves residentes y migratorias.[cita requerida]
Situado donde la bahía se estrecha, es el sitio ideal para la observación de la ballena gris, ya que pueden verse desde la orilla. Frente al puerto, la gran cordillera de médanos de blanca y suave arena de Isla Magdalena invitan al descanso y a la meditación. Es muy visitado por estudiosos del medio natural y por grandes caravanas de kayakeros. Tiene una buena flota para la observación de la ballena y la pesca deportiva. En sus restaurantes se sirven deliciosos y frescos pescados y mariscos.
Al norte de Ciudad Constitución se localiza la espectacular Bahía de San Juanico, para disfrutar en todo su esplendor el Océano Pacífico. En el invierno se convierte en uno de los mejores sitios para la práctica del surf. 
En los oasis de los desiertos y las sierras del municipio se asientan bellos poblados como San Luis Gonzaga, fundado como Misión en 1740, por el Padre Lambert Hostell. Ahí vivió 17 años el jesuita alemán Juan Jacobo Baegert, quién a su regreso a Europa escribió el libro "Noticias de la Península Americana de California". La Purísima y San Isidro, laboriosos poblados muy cercanos uno del otro, entre vastos palmares y huertos, destacan sus singulares parajes como La Poza de Cantil, El Cerro del Pilón y la hermosura de su campiña. Comondú, San Miguel y San José, antiguos poblados fundados por los jesuitas, se encuentran en una profunda cañada en lo alto de la sierra, donde el tiempo parece haberse detenido, entre la policroma belleza de sus jardines y huertos. Los tres kilómetros de distancia entre uno y otro, se transitan bajo la sombra de los altos palmares y acantilados, con el suave murmullo del agua corriendo por las acequias. 
Ahí se localiza la iglesia de la misión de San José de Comondú, fundada en 1708 por el padre jesuita Julián de Mayorga.[cita requerida]
Ciudad Constitución tiene una buena planta de servicios para la atención del visitante que transita por el municipio, hoteles, restaurantes, bares, discotecas, la pila del campestre, agencias de viajes y todos los servicios de una población de su importancia.[cita requerida]

## Clima
Es árido. Su máxima temperatura registrada es de 45.8 °C y su mínima es de -4.7 °C. 
La temperatura durante el año suele variar en verano con 34.7 °C a 37.8 °C, y en invierno de 8.5 °C a 10.1 °C.
La lluvia promedio anual es de 140.6mm, en años de sequías el acumulado anual puede quedar por debajo de los 50mm, y cuando los ciclones tropicales logran
impactar la localidad los acumulados de lluvia pueden superar fácilmente los 200mm.
Lamentablemente, el 14 de septiembre de 2014 las casas donde residían durante el Huracán Odile fueron alertadas en este momento.
| Parámetros climáticos promedio de Ciudad Constitución (1981–2000) | Parámetros climáticos promedio de Ciudad Constitución (1981–2000) | Parámetros climáticos promedio de Ciudad Constitución (1981–2000) | Parámetros climáticos promedio de Ciudad Constitución (1981–2000) | Parámetros climáticos promedio de Ciudad Constitución (1981–2000) | Parámetros climáticos promedio de Ciudad Constitución (1981–2000) | Parámetros climáticos promedio de Ciudad Constitución (1981–2000) | Parámetros climáticos promedio de Ciudad Constitución (1981–2000) | Parámetros climáticos promedio de Ciudad Constitución (1981–2000) | Parámetros climáticos promedio de Ciudad Constitución (1981–2000) | Parámetros climáticos promedio de Ciudad Constitución (1981–2000) | Parámetros climáticos promedio de Ciudad Constitución (1981–2000) | Parámetros climáticos promedio de Ciudad Constitución (1981–2000) | Parámetros climáticos promedio de Ciudad Constitución (1981–2000) |
| Mes                                                               | Ene.                                                              | Feb.                                                              | Mar.                                                              | Abr.                                                              | May.                                                              | Jun.                                                              | Jul.                                                              | Ago.                                                              | Sep.                                                              | Oct.                                                              | Nov.                                                              | Dic.                                                              | Anual                                                             |
| ----------------------------------------------------------------- | ----------------------------------------------------------------- | ----------------------------------------------------------------- | ----------------------------------------------------------------- | ----------------------------------------------------------------- | ----------------------------------------------------------------- | ----------------------------------------------------------------- | ----------------------------------------------------------------- | ----------------------------------------------------------------- | ----------------------------------------------------------------- | ----------------------------------------------------------------- | ----------------------------------------------------------------- | ----------------------------------------------------------------- | ----------------------------------------------------------------- |
| Temp. máx. abs. (°C)                                              | 37.7                                                              | 34.0                                                              | 41.6                                                              | 43.0                                                              | 41.0                                                              | 45.5                                                              | 45.8                                                              | 43.0                                                              | 44.6                                                              | 42.9                                                              | 39.4                                                              | 35.6                                                              | 45.8                                                              |
| Temp. máx. media (°C)                                             | 26.3                                                              | 28.0                                                              | 29.3                                                              | 31.0                                                              | 31.6                                                              | 34.7                                                              | 37.3                                                              | 37.8                                                              | 36.3                                                              | 34.4                                                              | 29.9                                                              | 26.4                                                              | 31.9                                                              |
| Temp. media (°C)                                                  | 17.4                                                              | 18.7                                                              | 19.7                                                              | 21.3                                                              | 22.4                                                              | 25.2                                                              | 28.7                                                              | 29.7                                                              | 28.6                                                              | 25.6                                                              | 21.0                                                              | 18.0                                                              | 23.0                                                              |
| Temp. mín. media (°C)                                             | 8.5                                                               | 9.3                                                               | 10.1                                                              | 11.6                                                              | 13.3                                                              | 15.6                                                              | 20.2                                                              | 21.7                                                              | 21.0                                                              | 16.7                                                              | 12.0                                                              | 9.6                                                               | 14.1                                                              |
| Temp. mín. abs. (°C)                                              | -4.7                                                              | 1.0                                                               | 0.4                                                               | 2.7                                                               | 4.0                                                               | 6.2                                                               | 11.5                                                              | 15.8                                                              | 6.5                                                               | 4.0                                                               | 2.4                                                               | 0.7                                                               | -4.7                                                              |
| Precipitación total (mm)                                          | 12.9                                                              | 4.8                                                               | 2.6                                                               | 1.1                                                               | 0.1                                                               | 0.1                                                               | 15.6                                                              | 32.5                                                              | 30.0                                                              | 2.6                                                               | 11.1                                                              | 27.1                                                              | 140.6                                                             |
| Días de precipitaciones (≥ 0.1 mm)                                | 1.1                                                               | 1.4                                                               | 0.6                                                               | 0.3                                                               | 0.1                                                               | 0.1                                                               | 1.3                                                               | 3.2                                                               | 3.4                                                               | 0.6                                                               | 1.4                                                               | 2.3                                                               | 15.7                                                              |
| Horas de sol                                                      | 239                                                               | 233                                                               | 275                                                               | 287                                                               | 320                                                               | 326                                                               | 308                                                               | 292                                                               | 266                                                               | 281                                                               | 242                                                               | 227                                                               | 3296                                                              |
| Humedad relativa (%)                                              | 68                                                                | 67                                                                | 66                                                                | 65                                                                | 66                                                                | 65                                                                | 64                                                                | 64                                                                | 69                                                                | 66                                                                | 66                                                                | 68                                                                | 66                                                                |
| Fuente n.º 1: Servicio Meteorologico Nacional                     |                                                                   |                                                                   |                                                                   |                                                                   |                                                                   |                                                                   |                                                                   |                                                                   |                                                                   |                                                                   |                                                                   |                                                                   |                                                                   |
| Fuente n.º 2: Ogimet (sun 1981–2010)                              |                                                                   |                                                                   |                                                                   |                                                                   |                                                                   |                                                                   |                                                                   |                                                                   |                                                                   |                                                                   |                                                                   |                                                                   |                                                                   |

## Educación
•Instituto Tecnológico Superior de Ciudad Constitución (ITSCC).
El 26 de abril de 1996 el Gobierno de Baja California Sur emitió el decreto de creación del ITSCC. Actualmente cuenta con las carreras de Administración, Gastronomía y Arquitectura, así como las ingenierías en Gestión Empresarial, Industrias Alimentarias, Industrial, Electromecánica y Sistemas Computacionales.
•Universidad Pedagógica Nacional (UPN) Subsede Comondú.
•Universidad Autónoma de Baja California Sur (UABCS).
Durante el 2019 ha circulado la versión de la instalación de un campus de la Universidad Autónoma de Baja California Sur (UABCS) en el municipio de Comondú, situación que ha propiciado un debate sobre el lugar en el que deberá erigirse el campus, ya que si bien actualmente opera una extensión de esta universidad en Ciudad Insurgentes, el campus oficial podría construirse en Ciudad Constitución.